# Episodi di Pete and Gladys (seconda stagione)
La seconda stagione della serie televisiva Pete and Gladys è andata in onda negli Stati Uniti dal 18 settembre 1961 all'11 giugno 1962 sulla CBS.
| nº | Titolo originale                              | Prima TV USA      |
| -- | --------------------------------------------- | ----------------- |
| 1  | Crossed Wires                                 | 18 settembre 1961 |
| 2  | Fasten Your Seat Belt                         | 25 settembre 1961 |
| 3  | The Hoarder and the Boarder                   | 2 ottobre 1961    |
| 4  | Second Car                                    | 9 ottobre 1961    |
| 5  | Uncle Paul's New Wife                         | 16 ottobre 1961   |
| 6  | Money, Money, Who's Got the Money?            | 23 ottobre 1961   |
| 7  | Uncle Paul's Insurance                        | 30 ottobre 1961   |
| 8  | Down with Togetherness                        | 6 novembre 1961   |
| 9  | Eyewitness                                    | 13 novembre 1961  |
| 10 | Three Loves of Gladys                         | 20 novembre 1961  |
| 11 | Sick, Sick, Sick                              | 27 novembre 1961  |
| 12 | Christmas Shopping                            | 4 dicembre 1961   |
| 13 | The Live-In Couple                            | 11 dicembre 1961  |
| 14 | Lover Go Away                                 | 25 dicembre 1961  |
| 15 | Hero in the House                             | 1º gennaio 1962   |
| 16 | Pete's Hobby                                  | 8 gennaio 1962    |
| 17 | Who Was That Man?                             | 15 gennaio 1962   |
| 18 | Garden Wedding                                | 22 gennaio 1962   |
| 19 | Follow That Skeleton                          | 29 gennaio 1962   |
| 20 | Will the Real Michele Tabour Please Stand Up? | 5 febbraio 1962   |
| 21 | The Prize                                     | 12 febbraio 1962  |
| 22 | Yak, Yak, Yak                                 | 19 febbraio 1962  |
| 23 | Never Forget a Friend                         | 26 febbraio 1962  |
| 24 | Office Wife                                   | 5 marzo 1962      |
| 25 | The Chocolate Cake Caper                      | 12 marzo 1962     |
| 26 | Sleepytime Wife                               | 19 marzo 1962     |
| 27 | Maternity House                               | 2 aprile 1962     |
| 28 | Pete's Party Dress                            | 9 aprile 1962     |
| 29 | The Top Banana                                | 16 aprile 1962    |
| 30 | Go Help Friends                               | 23 aprile 1962    |
| 31 | The Lame Excuse                               | 7 maggio 1962     |
| 32 | Step on Me                                    | 14 maggio 1962    |
| 33 | The Case of the Gossipy Maid                  | 21 maggio 1962    |
| 34 | The Arrival                                   | 28 maggio 1962    |
| 35 | The Expectant Gardener                        | 4 giugno 1962     |
| 36 | Continental Dinner                            | 11 giugno 1962    |

## Crossed Wires
- Prima televisiva: 18 settembre 1961

### Trama
- Guest star: Joe Mantell (Ernie Briggs), Mina Kolb (Peggy Briggs), Gene Barry (se stesso), Jerry Hausner (Charlie), Carol Kent (Roberta), Bobs Watson (Phone Man)

## Fasten Your Seat Belt
- Prima televisiva: 25 settembre 1961

### Trama
- Guest star: Bill McLean (impiegato), Helen Kleeb (Mrs. Slocum), Bob Hopkins (Car Salesman), Barry Kelley (Mr. Slocum), Richard Norris (Hawkins)

## The Hoarder and the Boarder
- Prima televisiva: 2 ottobre 1961

### Trama
- Guest star: Stephen Mines (ragazzo), Joe Mantell (Ernie Briggs), Michael Eden (ragazzo), Mina Kolb (Peggy Briggs), Steven Terrell (Gary)

## Second Car
- Prima televisiva: 9 ottobre 1961

### Trama
- Guest star: Bob Hopkins (rappresentante), Mina Kolb (Peggy Briggs), Joe Mantell (Ernie Briggs)

## Uncle Paul's New Wife
- Prima televisiva: 16 ottobre 1961

### Trama
- Guest star: Reta Shaw (Cora), Joe Mantell (Ernie Briggs), Gale Gordon (zio Paul Porter), Mina Kolb (Peggy Briggs), Mary Treen (Phone Operator)

## Money, Money, Who's Got the Money?
- Prima televisiva: 23 ottobre 1961

### Trama
- Guest star: Joe Mantell (Ernie Briggs), Mina Kolb (Peggy Briggs), Tom Henry (dottor Ellis), William Hinnant (Bruce Carter), Stephen Mines (Bill)

## Uncle Paul's Insurance
- Prima televisiva: 30 ottobre 1961

### Trama
- Guest star: Alvy Moore (Howie), William Hinnant (Bruce Carter), George Eldredge (dottor Norton), Gale Gordon (zio Paul Porter), Frank Wilcox (Mr. Brenner)

## Down with Togetherness
- Prima televisiva: 6 novembre 1961

### Trama
- Guest star: Peter Leeds (George Colton), Shirley Mitchell (Janet Colton)

## Eyewitness
- Prima televisiva: 13 novembre 1961

### Trama
- Guest star: Peter Leeds (George Colton), Jerome Cowan, Marty Ingels (uomo), Majel Barrett, Don Beddoe (Hugo), Shirley Mitchell (Janet Colton)

## Three Loves of Gladys
- Prima televisiva: 20 novembre 1961

### Trama
- Guest star: Theona Bryant (donna), Marge Redmond (donna), William Hinnant (Bruce Carter), Alan Reed Jr. (Woody Malcolm), John Hubbard (dottor Bill), Ray Erlenborn (Jack), Donna Douglas (Blonde), George N. Neise (George), Jane Burgess (donna)

## Sick, Sick, Sick
- Prima televisiva: 27 novembre 1961

### Trama
- Guest star: Helen Kleeb (Mrs. Slocum), Barry Kelley (Mr. Slocum), Paul Dubov (Buster Armstrong), Dick Elliott (Bart Blakely), Jesslyn Fax (Mrs. Quigley), Chet Stratton (Mr. Farrington)

## Christmas Shopping
- Prima televisiva: 4 dicembre 1961

### Trama
- Guest star: Raymond Bailey (Manager), Marjorie Bennett (cliente), Shirley Mitchell (Janet Colton)

## The Live-In Couple
- Prima televisiva: 11 dicembre 1961

### Trama
- Guest star: Frank Cady (Teller), Frank Nelson (Mr. Curran)

## Lover Go Away
- Prima televisiva: 25 dicembre 1961

### Trama
- Guest star: Byron Foulger, Bob Hastings, Lee Patrick (Phoebe)

## Hero in the House
- Prima televisiva: 1º gennaio 1962

### Trama
- Guest star: Alberto Morin (Mr. Petrone), Joe Mantell (Ernie Briggs), Norman Alden (Total Stranger), Phil Arnold (Tommy's fat friend), Mina Kolb (Peggy Briggs), Henry Kulky (Charlie Fox), Michael Ross (Tommy Garfield)

## Pete's Hobby
- Prima televisiva: 8 gennaio 1962

### Trama
- Guest star: Herb Vigran (Bargain Bill), Danny Richards Jr. (Danny), Elvia Allman (Mrs. Haytin), Gale Gordon (zio Paul Porter), Jesse White (Martin)

## Who Was That Man?
- Prima televisiva: 15 gennaio 1962

### Trama
- Guest star: David McMahon, James Maloney, Byron Palmer, Reva Rose (Valet), William Newell (Gentry), Janice Carroll, Pattie Chapman, James Flavin, Byron Foulger, Mary Lansing, Hugh Lawrence, Frank Nelson (Gibson), Hank Weaver

## Garden Wedding
- Prima televisiva: 22 gennaio 1962

### Trama
- Guest star: Howard Wendell (giudice), Christine Nelson (Fran), Bob Hastings (Marty), Charles Lane (Slater), Will Wright (giudice di pace)

## Follow That Skeleton
- Prima televisiva: 29 gennaio 1962

### Trama
- Guest star: Gale Gordon (zio Paul Porter), Lester Matthews, Howard McNear (professore Sheboyan), Sig Ruman (Otto)

## Will the Real Michele Tabour Please Stand Up?
- Prima televisiva: 5 febbraio 1962

### Trama
- Guest star: Jack Regas (Fyador), Leonid Kinskey (Leon), William Bakewell (Victor), Ned Wever (Clinton)

## The Prize
- Prima televisiva: 12 febbraio 1962

### Trama
- Guest star: Barbara Perry (Carol), Richard Deacon (Busby), Tol Avery (Kimbrough), Lennie Weinrib

## Yak, Yak, Yak
- Prima televisiva: 19 febbraio 1962

### Trama
- Guest star: Stanley Adams (giudice), Marjorie Bennett (Mrs. Carter), Gale Gordon (zio Paul Porter)

## Never Forget a Friend
- Prima televisiva: 26 febbraio 1962

### Trama
- Guest star: Cliff Norton (Newton), Frances Rafferty (Nancy), Doris Singleton (Wilma)

## Office Wife
- Prima televisiva: 5 marzo 1962

### Trama
- Guest star: Frank Nelson (Avedon), Nancy Kulp (Vickie), Pattie Chapman (Agnes), Mary Treen (Sylvia)

## The Chocolate Cake Caper
- Prima televisiva: 12 marzo 1962

### Trama
- Guest star: Frances Rafferty (Nancy), Eddie Quillan (Lennie), Gale Gordon (zio Paul Porter), Berry Kroeger (Kruger), Strother Martin (Harold Horton), Sig Ruman (Otto Bergner)

## Sleepytime Wife
- Prima televisiva: 19 marzo 1962

### Trama
- Guest star: Don Beddoe (Caldwell), Barbara Morrison (Mrs. Caldwell), Frances Rafferty (Nancy)

## Maternity House
- Prima televisiva: 2 aprile 1962

### Trama
- Guest star: Carleton Carpenter (Jerry), Frances Rafferty (Nancy), Sue Randall (Helen)

## Pete's Party Dress
- Prima televisiva: 9 aprile 1962

### Trama
- Guest star: Grandon Rhodes (Forrester), Frances Rafferty (Nancy), Bob Hastings (Marty), Carole Mathews (Cynthia), Shirley Mitchell (Janet Colton), Barbara Perry (Betty), Sarah Selby (Mrs. Forrester)

## The Top Banana
- Prima televisiva: 16 aprile 1962

### Trama
- Guest star: Mickey Rooney (se stesso)

## Go Help Friends
- Prima televisiva: 23 aprile 1962

### Trama
- Guest star: Cliff Norton (Newton)

## The Lame Excuse
- Prima televisiva: 7 maggio 1962

### Trama
- Guest star: Ned Wever (dottor Meecham), Frances Rafferty (Nancy), Eleanor Audley (Mrs. Clibber), Frank Wilcox (Mr. Clibber)

## Step on Me
- Prima televisiva: 14 maggio 1962

### Trama
- Guest star: Thomas Browne Henry (Booth), Cliff Norton (Newton), Jane Withers (Wilma)

## The Case of the Gossipy Maid
- Prima televisiva: 21 maggio 1962

### Trama
- Guest star: Frances Rafferty (Nancy), Shirley Mitchell (Janet Colton), Patsy Kelly (Katy), Jackie Searl (Phil)

## The Arrival
- Prima televisiva: 28 maggio 1962

### Trama
- Guest star: William Hinnant (Bruce Carter), Charles La Torre (cameriere), Steven Terrell (Gary)

## The Expectant Gardener
- Prima televisiva: 4 giugno 1962

### Trama
- Guest star: Andrea Darvi (Serafina), Don Diamond (Julio), Rafael López (Arturo)

## Continental Dinner
- Prima televisiva: 11 giugno 1962

### Trama
- Guest star: Fifi D'Orsay (Renee), Fred Clark (Springer), Bea Benaderet (Mrs. Springer), Shirley Mitchell (Janet Colton)